# Sergej Paradzjanovmuseum
Het Sergej Paradzjanovmuseum (Armeens: Սերգեյ Փարաջանովի թանգարան) is een kunstmuseum in de Armeense hoofdstad Jerevan dat is opgericht ter ere van de Sovjet-Armeense regisseur en kunstenaar Sergej Paradzjanov.

## Geschiedenis
Bij regeringsbesluit werd in 1988 een museum opgericht, waarbij Paradzjanov in Jerevan in een 'huismuseum' zou gaan wonen. Echter kon dit plan niet vóór Paradzjanovs dood in 1990 worden uitgevoerd: de aardbeving van 1988 vertraagde de opening tot 1991.

## Collectie
Tot de collectie van het Sergej Paradzjanovmuseum behoren werken, correspondenties en inventaris van Paradzjanov. In de tentoonstelling zijn ten minste 250 werken te bezichtigen.

## Afbeeldingen

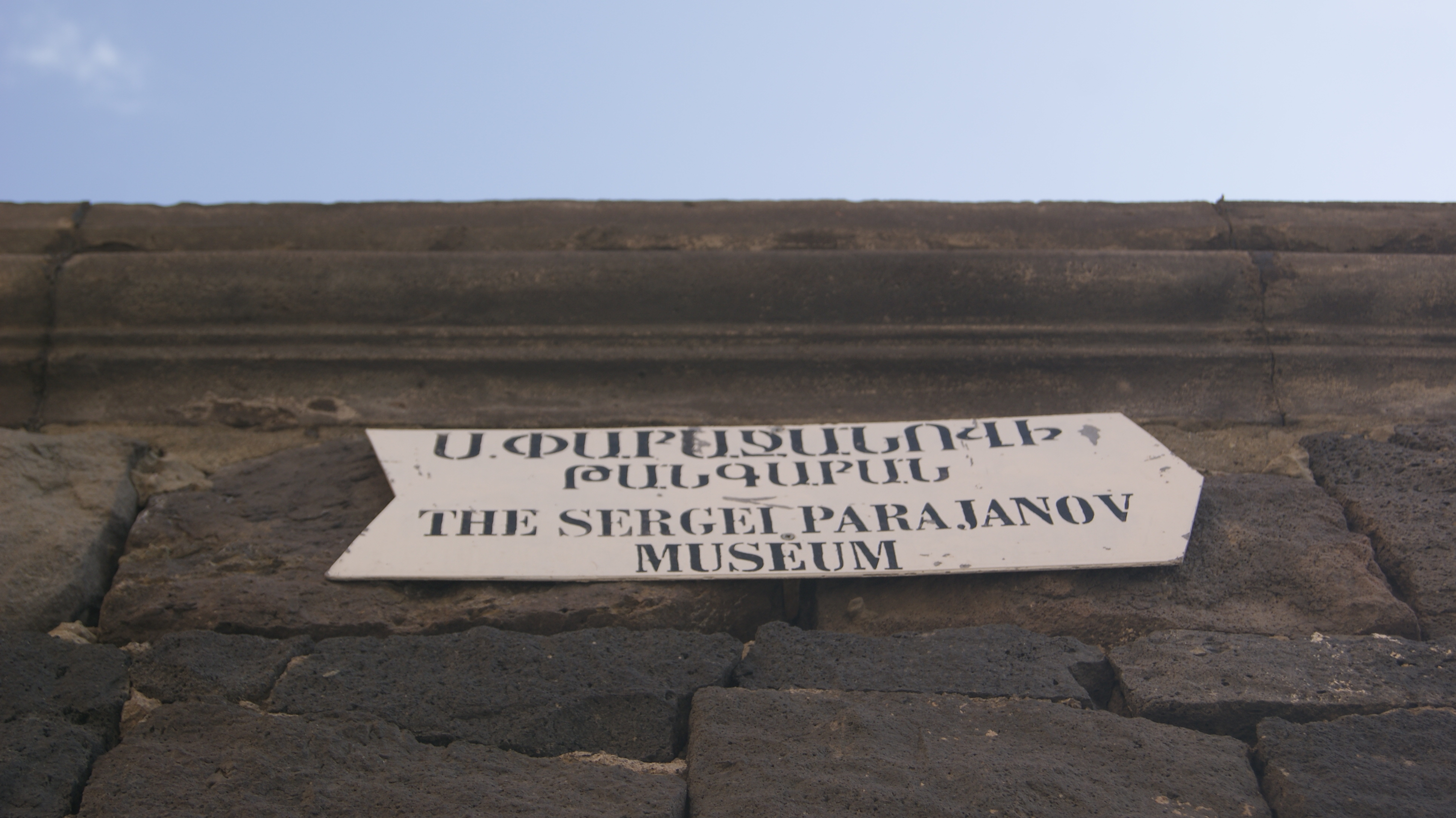
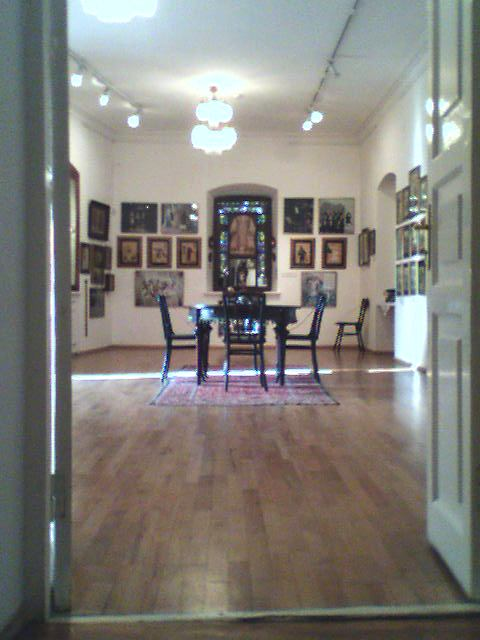
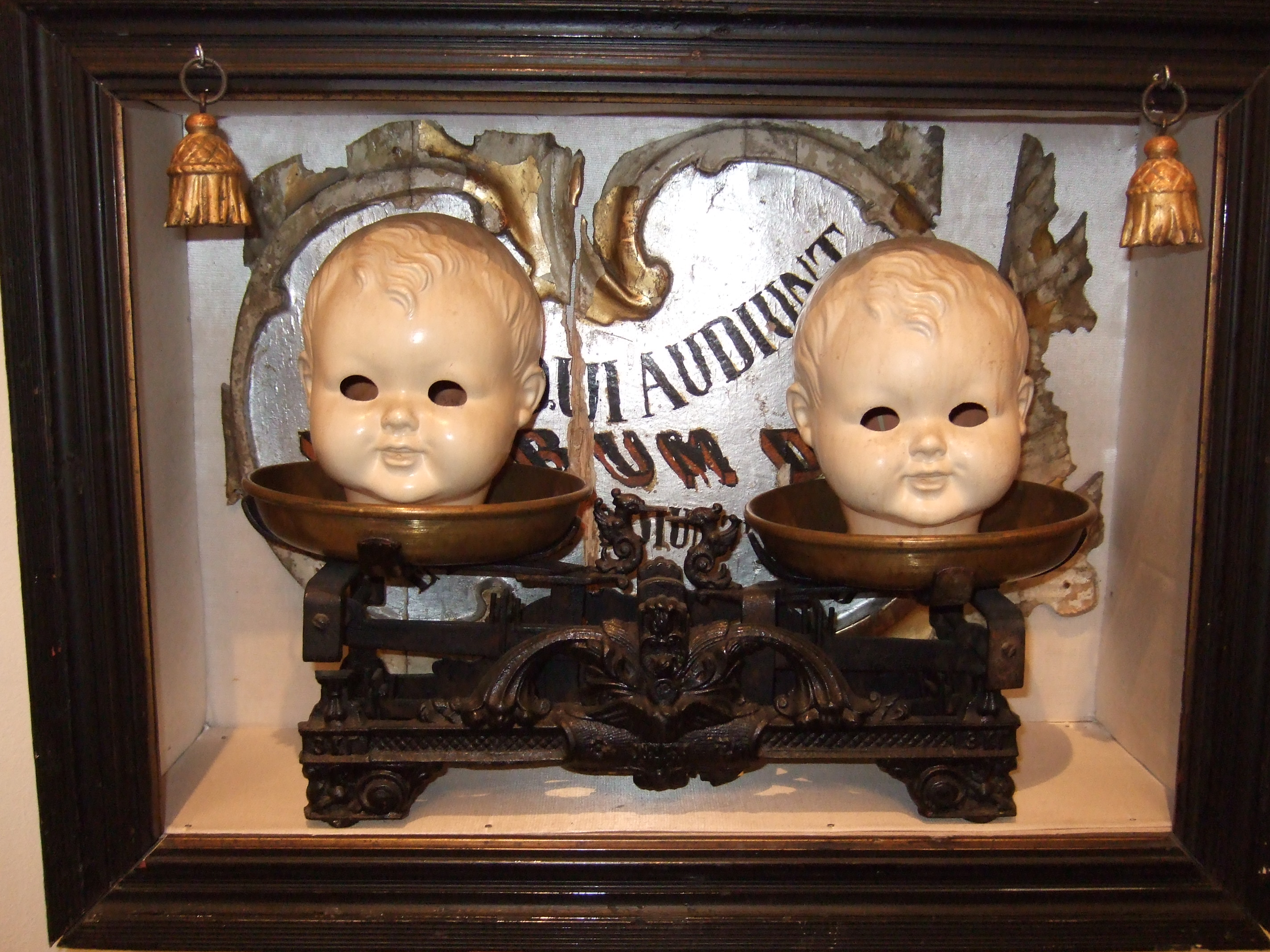
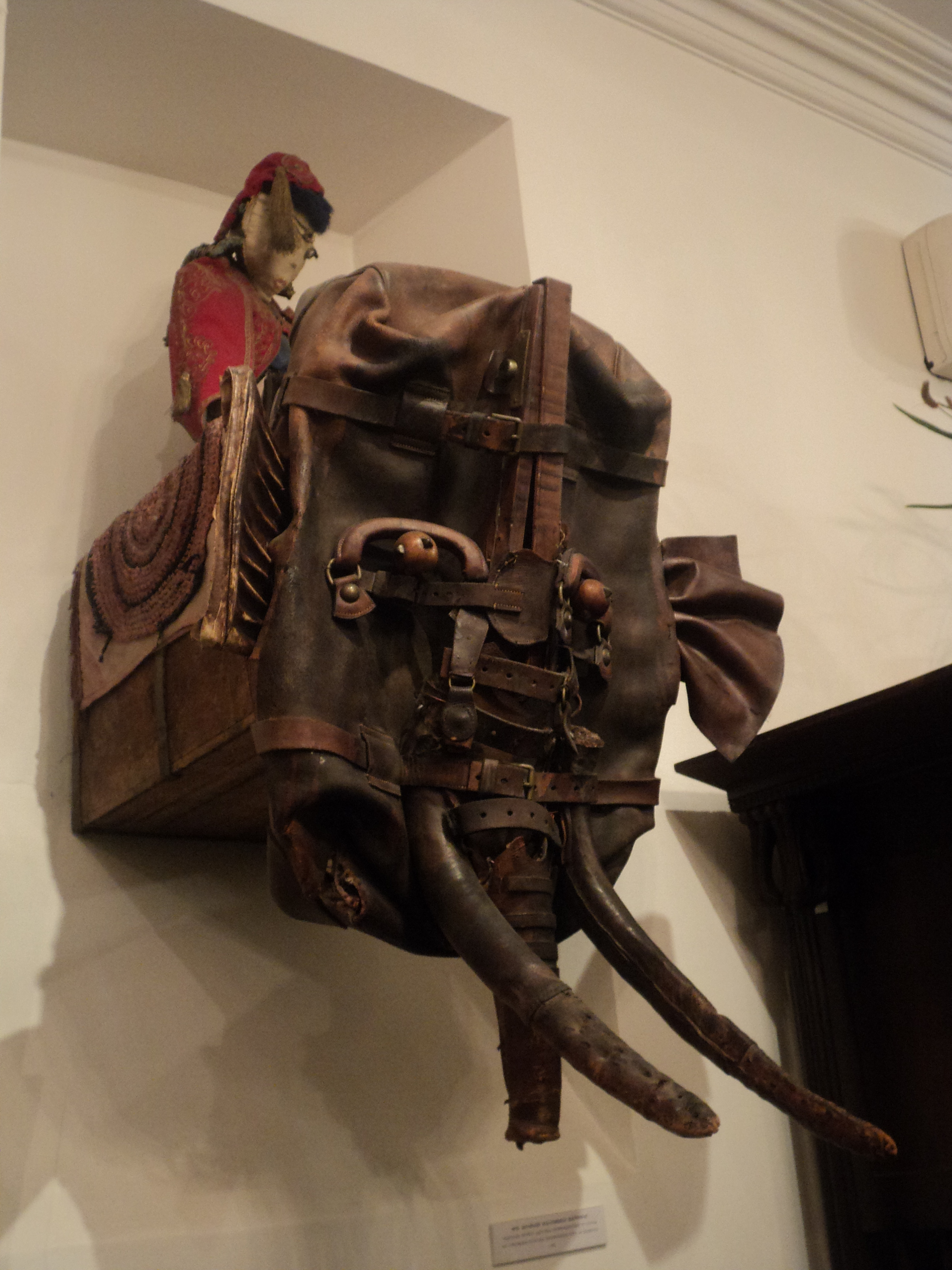